# Штепанек, Якуб
Якуб Штепанек (чеш. Jakub Štěpánek; 20 июня 1986, Всетин, Чехословакия) — чешский хоккеист, вратарь. Чемпион мира 2010 года, двукратный бронзовый призёр чемпионатов мира по хоккею. Воспитанник клуба «Всетин».

## Карьера
Якуб Штепанек начал свою профессиональную карьеру в 2005 году в клубе «Сареза Острава», выступая до этого на протяжении нескольких сезонов в молодёжных лигах Чехии. В следующем году Якуб дебютировал в Экстралиге в составе «Витковице». В сезоне 2009/10 Штепанек вместе с командой стал серебряным призёром чемпионата, лишь в финале уступив «Пардубице». После этого успеха на Якуба обратили внимание многие европейские клубы, и в июне 2010 года Штепанек заключил соглашение с одним из сильнейших клубов Континентальной хоккейной лиги питерским СКА. Сразу после этого появились слухи о возможной аренде Якуба в рижское «Динамо», которые в итоге не подтвердились.
В середине декабря того же года после ухода из СКА Евгения Набокова Якуб стал основным вратарём клуба, завершив сезон с коэффициентом надёжности 2.08 в 43 проведённых матчах. В сезоне 2011/12 Штепанек также был основным голкипером петербуржцев, в 48 играх заработав показатель 2.15. В следующем сезоне покинул СКА, перешел в пражский «Лев». Помимо КХЛ играл в чемпионатах Финляндии и Швейцарии, став в 2016 году чемпионом швейцарской национальной лиги в составе «Берна».
Перед началом сезона 2019/2020 вернулся в Чехию, подписав контракт с «Пардубице». Но стать основным вратарём команды ему не удалось. 5 ноября 2019 года было объявлено об уходе Якуба Штепанека из «Пардубице».
3 декабря 2019 года Якуб Штепанек подписал контракт с клубом «Оцеларжи Тршинец». За два сезона, проведённых в составе «Оцеларжи», Штепанек стал чемпионом Экстралиги в 2021 году.
31 мая 2021 года перешёл во французский клуб «Гренобль».

### Международная
В составе сборной Чехии Якуб Штепанек принимал участие в чемпионате мира 2009 года, на котором он провёл 5 матчей с коэффициентом надёжности 2.12. Также Якуб был в составе сборной в 2010 году на Олимпийских играх и чемпионате мира, на котором чехи стали обладателями золотых наград. Тем не менее, на этих турнирах Штепанек не провёл ни одного матча. На чемпионате мира 2011 года, на котором сборная Чехии завоевала бронзовые медали, Якуб провёл 1 матч против сборной Германии, пропустив 2 шайбы. В следующем году чехи вновь стали бронзовыми призёрами, а сам Штепанек принял участие в 5 матчах команды, завершив турнир с отличным коэффициентом 1.49. Также, начиная с сезона 2008/09, Штепанек регулярно призывается под знамёна национальной сборной для участия в этапах Еврохоккейтура.

## Достижения

### Командные
Обладатель Кубка Шпенглера 2010
 Чемпион мира 2010
 Чемпион Швейцарии 2016
 Чемпион Чехии 2021
 Серебряный призёр чемпионата Чехии 2010
 Бронзовый призёр чемпионата мира (2): 2011, 2012

### Личные
- Лучший новичок чемпионата Чехии 2009
- Лучший вратарь чемпионата Чехии 2009 по коэффициенту пробиваемости (2.15 гола за матч)
- Лучший вратарь плей-офф чемпионата Чехии 2009 по коэффициенту пробиваемости (1.85 гола за матч)
- Лучший вратарь чемпионата мира 2012 по коэффициенту пробиваемости (1.49 гола за матч)
- Лучший вратарь плей-офф чемпионата Чехии 2009 по проценту отбитых бросков (94.3 %)
- Лучший вратарь плей-офф чемпионата Чехии 2010 по проценту отбитых бросков (93.7 %)
- Лучший вратарь плей-офф КХЛ 2012 по количеству "сухих" матчей (3 игры на ноль)
- Лучший вратарь плей-офф чемпионата Швейцарии 2016 по количеству "сухих" матчей (2 игры на ноль)

## Статистика выступлений
Последнее обновление: 21 мая 2012 года
| Сезон       | Команда         | Лига            | Игр | М     | ПШ   | «0» | КН   |
| ----------- | --------------- | --------------- | --- | ----- | ---- | --- | ---- |
| 2000/01     | Всетин-U18      | Экстралига-U18  | 9   | 285   | 40   | 0   | 8.42 |
| 2001/02     | Всетин-U18      | Экстралига-U18  | 15  | 764   | 33   | 0   | 2.59 |
| 2001/02     | Поруба-U20      | Экстралига-U20  | 16  | 823   | 62   | 0   | 4.52 |
| 2002/03     | Поруба-U20      | Экстралига-U20  | 48  | 1421  | 143  | 4   | 6.04 |
| 2003/04     | Поруба-U20      | Экстралига-U20  | 34  | 1972  | 117  | 2   | 3.56 |
| 2004/05     | Поруба-U20      | Экстралига-U20  | 34  | 1864  | 89   | 1   | 2.86 |
| 2004/05     | Сареза Острава  | 1. Лига         | 9   | 409   | 18   | 0   | 2.64 |
| 2005/06     | Поруба-U20      | Экстралига-U20  | 28  | 1560  | 73   | 2   | 2.81 |
| 2005/06     | Сареза Острава  | 1. Лига         | 12  | 639   | 23   | 0   | 2.16 |
| 2006/07     | Витковице       | Экстралига      | 5   | 265   | 16   | 0   | 3.62 |
| 2006/07     | Сареза Острава  | 1. Лига         | 23  | 1315  | 70   | 2   | 3.19 |
| 2007/08     | Витковице       | Экстралига      | 17  | 805   | 37   | 1   | 2.76 |
| 2007/08     | Сареза Острава  | 1. Лига         | 29  | 1704  | 69   | 4   | 2.43 |
| 2008/09     | Витковице       | Экстралига      | 41  | 1779  | 61   | 3   | 2.06 |
| 2008/09     | Поруба Острава  | 1. Лига         | 5   | 296   | 12   | 1   | 2.43 |
| 2009/10     | Витковице       | Экстралига      | 50  | 2985  | 121  | 3   | 2.43 |
| 2010/11     | СКА             | КХЛ             | 43  | 2544  | 88   | 4   | 2.08 |
| 2011/12     | СКА             | КХЛ             | 48  | 2819  | 101  | 4   | 2.15 |
| Всего в КХЛ | Всего в КХЛ     |                 | 91  | 5363  | 189  | 8   | 2.11 |
|             | Всего в карьере | Всего в карьере | 466 | 24249 | 1173 | 31  | 2.90 |

### Международная
| Турнир  | Игр | М   | ПШ | «0» | КН   |
| ------- | --- | --- | -- | --- | ---- |
| ЧМ-2009 | 6   | 283 | 10 | 2   | 2.12 |
| ЧМ-2011 | 1   | 60  | 2  | 0   | 2.00 |
| ЧМ-2012 | 5   | 242 | 6  | 1   | 1.49 |